# Melanolophia perversa
Melanolophia perversa là một loài bướm đêm trong họ Geometridae.